# Лачплесис (фильм)
Лачплесис (латыш. Lāčplēsis) — латвийский немой фильм режиссёра Александра Рустайкиса. Включён в Культурный канон Латвии.
Премьера состоялась 3 марта 1930 года в кинотеатре «Palladium». Фильм «Лачплесис» был задуман как посвящение десятилетнему юбилею независимости. В фильме проводится параллель между героем латвийского национального эпоса Лачплесисом, противостоящим тевтонским завоевателям в XIII веке, и современным героем Янисом Ванагсом (латыш. Vanags; «ястреб»), борцом против российского господства в XX веке.
В съёмках фильма участвовали 500 статистов, часть Латвийской армии; фильм финансировала организация айзсаргсов. Бюджет фильма — 40 000 лат.